# 무성생식

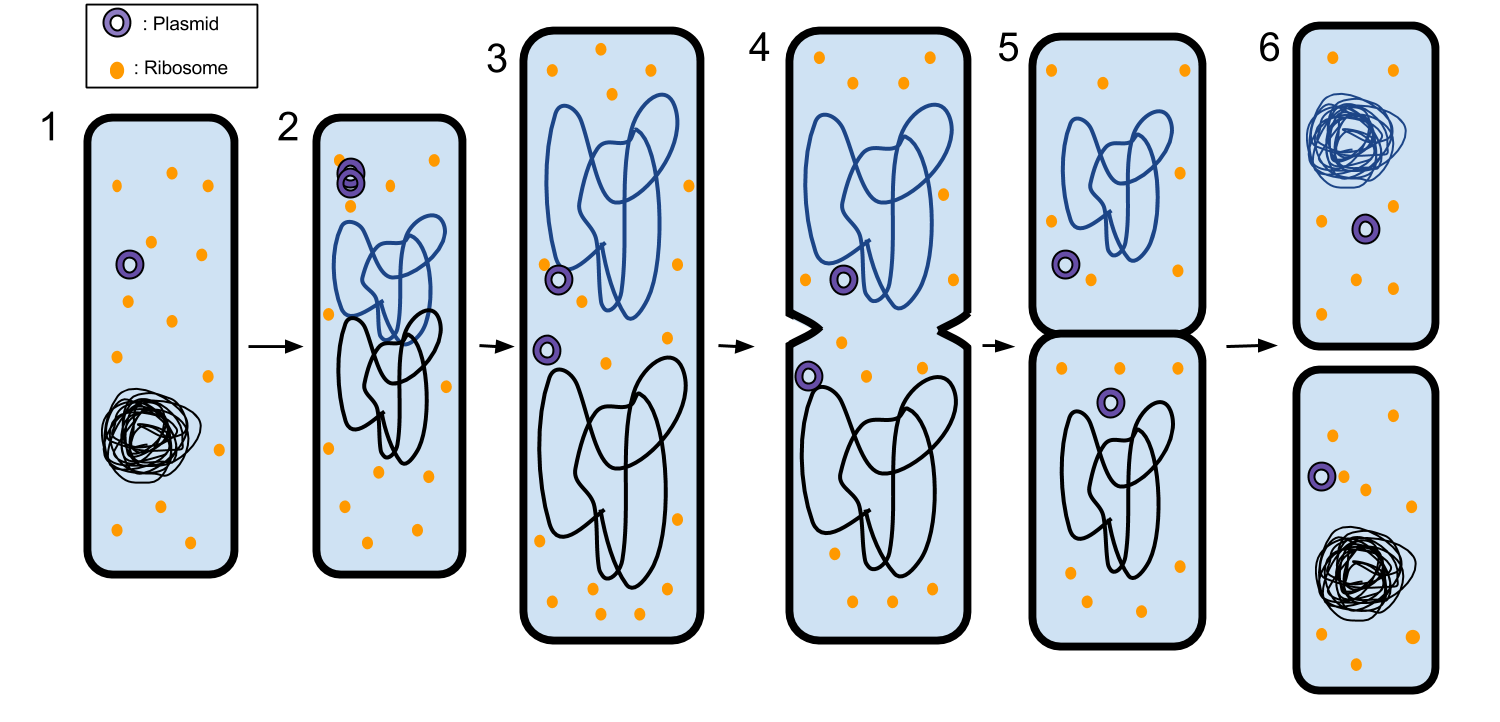
무성생식의 모식도

무성생식(無性生殖, 영어: asexual reproduction)이란 암수의 구별 없이 모체의 체세포 일부가 떨어져서 새로운 개체를 만드는 생식법이다.

## 특성
무성생식을 하는 생물은 유전적 다양성이 결핍된다는 단점을 갖지만, 한편으로는 신속하고 효율적으로 번식할 수 있다는 장점도 가진다.
또 다른 장점으로는 개체군이 빠르게 증식할 수 있으며, 생식을 위한 배우자가 불필요하고, 과정이 단순하며 에너지 및 물질대사의 필요성이 낮다는 것이 있다.
단점으로는 종 다양성이 감소하며, 이로 인해 환경변화에 취약해진다.

## 방법

### 포자법
조류, 균류, 식물의 무성생식 중 하나이다. 포자(흘씨)라는 단세포의 생식 세포로 번식한다. 식물의 포자는 세포벽이 두껍지만, 조류나 균류는 세포벽이 두껍지 않으며, 편모로 자유롭게 운동하는 이동 포자(유주자)와 비운동성인 부동 포자가 있다.

### 영양 생식
마찬가지로 식물의 무성생식 중 하나이다.

### 분절법
분절법(fragmentation)이란 모체가 여러 개의 부분으로 나누어지고, 이 과정에서 생성되는 각각의 분절이 완전하고 독립된 성체로 발달하는 무성생식의 한 방법이다. 하등동물이나 식물에서 흔히 볼 수 있으며, 미생물에서는 유일하게 지의류(lichen)에서 볼 수 있다. 대부분 남세균이며 일부 녹조류가 관여하는 광영양공생자(photobiont)와 진균공생자(mycobiont)의 공생체인 지의류는 광영양공생자를 둘러싼 진균공생자로 구성된 작은 크기의 분아[soredia(복수), soredium(단수)]가 먼지같은 입자로떨어져 나와 다른 곳에서 새로운 개체처럼 자라나게 된다.

### 영양번식
영양번식(vegetative propagation)이란 출아와 유사하게 식물이 새로운 싹을 만들고 여기서 새로운 개체를 만드는 방식이다. 주로 식물에서 사용된다. 그러나 출아법과의 차이점과 정의의 경계가 명확하지 않아서 영양번식이 출아법에 포함되기도 한다. 감자의 덩이줄기(눈), 딸기의 기는줄기(포복경, runner), 선인장의 싹눈 등이 있다.

### 무수정생식
무수정생식(apomixis)이란 원래 유성생식을 하는 생물이 수정을 거치지 않고 자손을 만드는 경우이다. 수정되지 않은 알세포 가 발달하여 암컷 유전정보만 가진 성체로 발달하는 현상을 들 수 있다. 양성생식(amphimixis)에 반대되는 말이다. 보통은 단위생식(처녀생식)을 의미하며, 넓은 뜻으로 난세포 이외의 조세포(助細胞)와 같은 배우체세포가 수정하지 않고 포자체(胞子體)를 만드는 무배생식(無配生殖:apogamy)이나, 포자가 발생하지 않고 포자체의 영양세포에서 전엽체를 만드는 무포자생식(無胞子生殖:apospory) 등도 여기에 포함된다.

## 같이 보기
- 세대교번
- 생식
- 생식기